# 120141 Lucaslara
120141 Lucaslara é um asteroide do cinturão principal. Esse corpo celeste possui uma magnitude absoluta 15,9.

## Descoberta e nomeação
120141 Lucaslara foi descoberto no dia 7 de abril de 2003 através do Observatório Astronômico de Maiorca. Esse asteroide foi nomeado em homenagem ao astrofísico espanhol Lucas Lara Garrido (1966-2006), conhecido em particular por seu trabalho no Instituto de Astrofísica da Andaluzia, também foi muito ativo e entusiasta com a popularização da astronomia. A sua carreira e vida foram prematuramente interrompida tragicamente pelo câncer.

## Características orbitais
A órbita de 120141 Lucaslara tem uma excentricidade de 0,1109047 e possui um semieixo maior de 2,7678222 UA. O seu periélio leva o mesmo a uma distância de 2,4626441 UA em relação ao Sol e seu afélio a 3,0770187 UA.